# Menhir von Charmeau

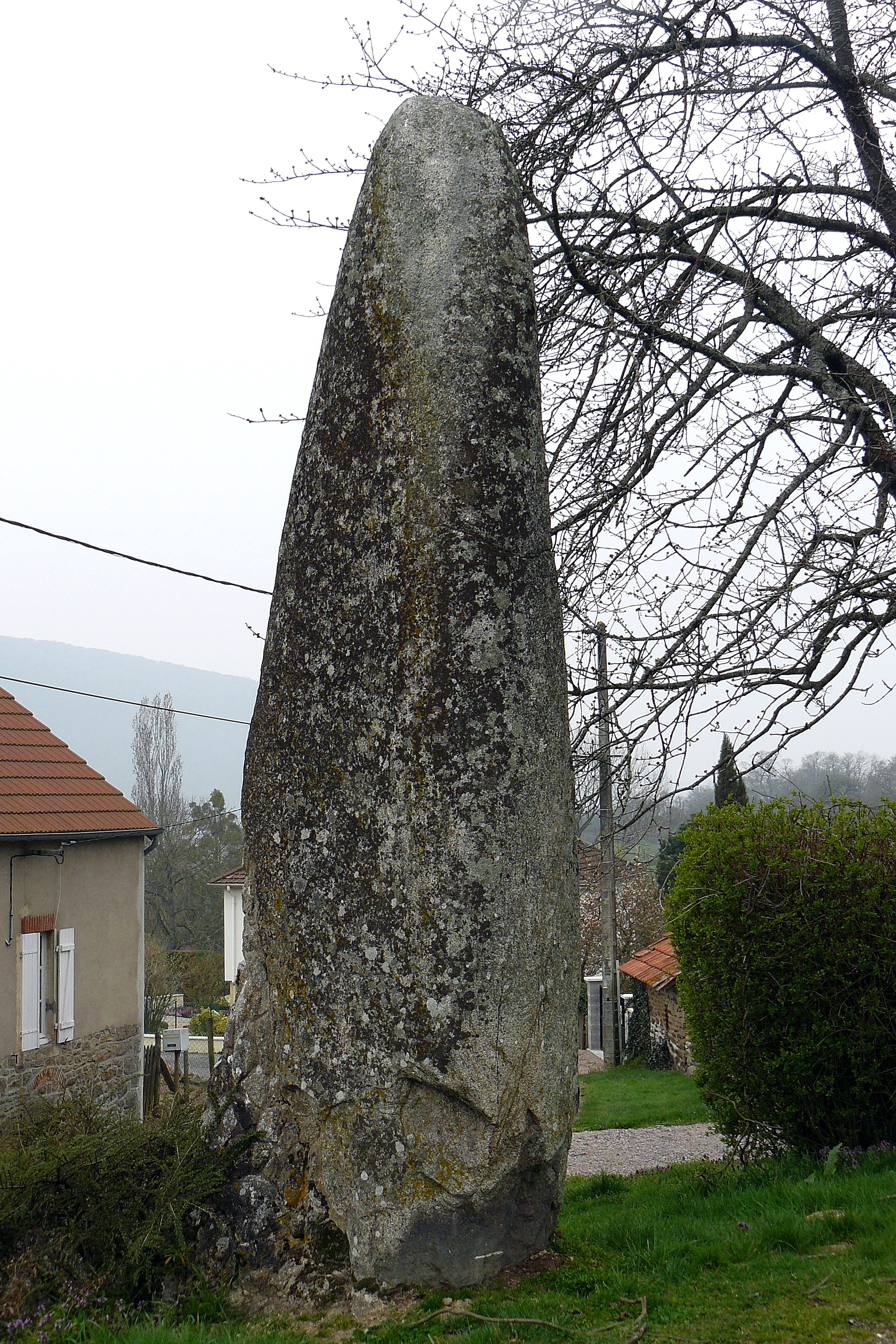
Menhir von Charmeau

Der Menhir von Charmeau (auch Menhir de Broye oder Menhir de l’Ouche-à-l’Hôte genannt) befindet sich im Ortsteil Charmeau, östlich des Dorfes Broye südlich von Autun im Département Saône-et-Loire in Frankreich. Es ist einer der wenigen Menhire, die noch im Granitmassiv Morvan in Burgund existieren.
Der Menhir aus Granit wurde 1889 zufällig beim Pflügen entdeckt. Es wurden acht Ochsenpaare benötigt, um ihn aus dem Feld L’Ouche-à-l’Hôte zu entfernen. 1913 wurde der etwa 4,65 Meter hohe und etwa 14 Tonnen wiegende Monolith einige 100 m von seinem Fundort entfernt am Straßenrand aufgestellt.
Auf einer Seite befinden sich Gravuren, die eine Axt und einen stilisierten Adoranten darstellen.
Der Menhir wurde im Jahre 1992 als Monument historique eingestuft.